# Steinhalle des Jijian-Tempels

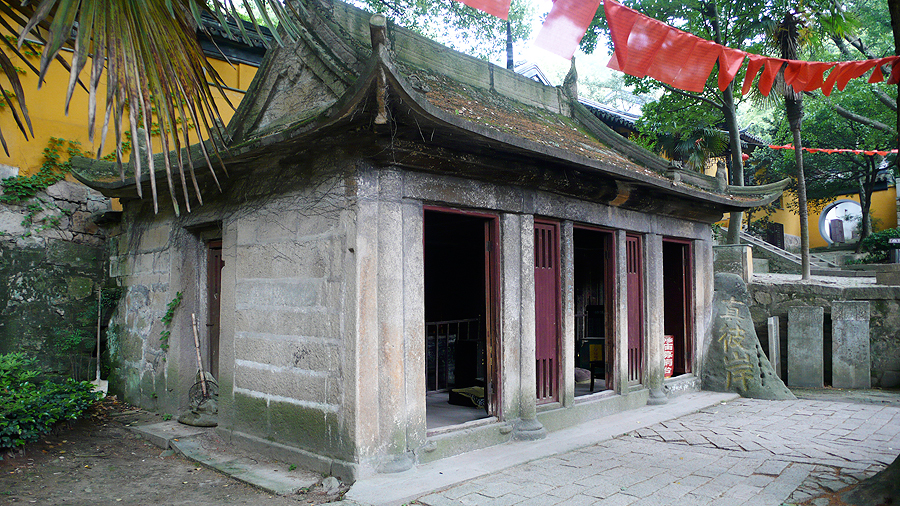
Steinhalle des Jijian-Tempels

Die Steinhalle des Jijian-Tempels (chinesisch 寂鉴寺石殿, Pinyin Jìjiàn sì shídiàn) ist ein Bauwerk aus der Yuan-Dynastie (1279–1368), das sich am Berg Tianchi Shan auf dem Gebiet der Großgemeinde Mudu der ostchinesischen Stadt Suzhou befindet. Sie ist Teil eines 1357 gegründeten Nonnenklosters, das während der Ming-Dynastie in einen Tempel umgewandelt und mehrmals umgebaut wurde. Der Steinhalle, die Buddhanischen und Skulpturen sind original aus der Yuan-Dynastie erhalten geblieben, was ihnen einen hohen kunsthistorischen Wert verleiht. Im Jahre 2006 wurde die Steinhalle des Jijian-Tempels vom Staatsrat zum Denkmal der Volksrepublik China erklärt.
Die Halle, die auch Xitian-Tempel (chinesisch 西天寺, Pinyin Xītiān sì) genannt wird, hat eine Breite von 7,64 Metern und eine Tiefe von 5,52 Metern. Die Gebäudefront ist auf der Nordseite. Die Vorderseite des Daches ist eine Art ostasiatisches überhängendes Walmdach, während die Rückseite des Tempels eine große Buddhanische enthält, über die das Dach stufenartig ausgeführt ist. Diese als „Schildkrötenkopf“ bezeichnete Bauform ist in China selten anzutreffen. Mit Ausnahme der Türflügel ist das Gebäude gänzlich aus Stein.
Die Decke im Inneren ist mit einer Art Kassettendecke ausgestattet, deren Elemente unterschiedliche Formen und Größen aufweisen, was für den lamaistischen Ursprung des Gebäudes typisch ist. Die Säulen sind ohne Sockel auf den Boden aufgesetzt und gehen auf ihrer Oberseite direkt in die Struktur über, die die Dougong für das Dach trägt. Im Tempel ist auf der Vorderseite der Opferplatz angeordnet, in der Rückseite befinden sich der Altartisch und die Buddhanische.
Zwei Nebengebäude der Steinhalle beherbergen Buddhanischen und sind ebenfalls gänzlich aus Stein gebaut. In der östlichen Nische befindet sich eine drei Meter hohe Maitreya-Statue, in der westlichen Nische eine 3,25 Meter hohe Amitabha-Statue. Beide Statuen haben kantige Gesichter und große Ohren, was für die Kunst der Yuan-Dynastie typisch ist.